# Slammiversary 2008
Slammiversary 2008 è stata la quarta edizione del pay-per-view prodotto dalla Total Nonstop Action Wrestling (TNA). L'evento si è svolto il 8 giugno 2008 nel DeSoto Civic Center di Southaven, Mississippi.

## Risultati
| # | Risultati | Stipulazioni | Durata     |
| - | --- | --- | ---------- |
| 1 | The Motor City Machine Guns (Alex Shelley e Chris Sabin) hanno sconfitto Lance Hoyt e Johnny Devine                                       | Tag team match | Dark match |
| 2 | Petey Williams (con Rhaka Khan e Scott Steiner) (c) ha sconfitto Kaz                                                                      | Single match per il titolo TNA X Division Championship                                                                 | 15:19      |
| 3 | Gail Kim, ODB e Roxxi hanno sconfitto The Beautiful People (Angelina Love e Velvet Sky) e Moose                                           | Six-woman tag team match per il titolo TNA Women's Knockout Championship                                               | 10:14      |
| 4 | The Latin American Xchange (Hernandez e Homicide con Héctor Guerrero e Salinas) (c) hanno sconfitto Team 3D (Brother Devon e Brother Ray) | Tag team match per il titolo TNA World Tag Team Championship                                                           | 15:00      |
| 5 | Awesome Kong (con Raisha Saeed) ha sconfitto Serena D                                                                                     | Single match | 02:26      |
| 6 | Awesome Kong (con Raisha Saeed) ha sconfitto Josie Robinson                                                                               | Single match | 01:42      |
| 7 | A.J. Styles ha sconfitto Kurt Angle (con Tomko)                                                                                           | Single match | 22:44      |
| 8 | Samoa Joe (c) ha sconfitto Booker T, Christian Cage, Rhino e Robert Roode                                                                 | King of the Mountain match per il titolo TNA World Heavyweight Championship con Kevin Nash come Special guest enforcer | 19:49      |
|   | (c) = campione in carica al momento dell'inizio del match                                                                                 | |            |

### King of the Mountain match
Il match a cui si riferisce questa tabella è l'ottavo della tabella soprastante.
| # | Lottatore vincente  | Lottatore schienato o sottomesso |
| - | ------------------- | -------------------------------- |
| 1 | Booker T            | Rhino                            |
| 2 | Robert Roode        | Christian Cage                   |
| 3 | Rhino               | Robert Roode                     |
| 4 | Christian Cage      | Booker T                         |
| 5 | Samoa Joe           | Robert Roode                     |
|   | Vincitore Samoa Joe |                                  |